# 1973 год в музыке

## События
- 14 января, в Гонолулу состоялся первый в мире благотворительный телеконцерт Элвиса Пресли, который транслировался через спутник в прямом эфире в 40 стран Азии и Европы. Зрительская аудитория у телеэкранов составила ~ 1.3 млрд человек. Концерт Aloha From Hawaii смотрели больше людей в мире, чем высадку американцев на Луну. До сих пор этот рекорд никто не побил.

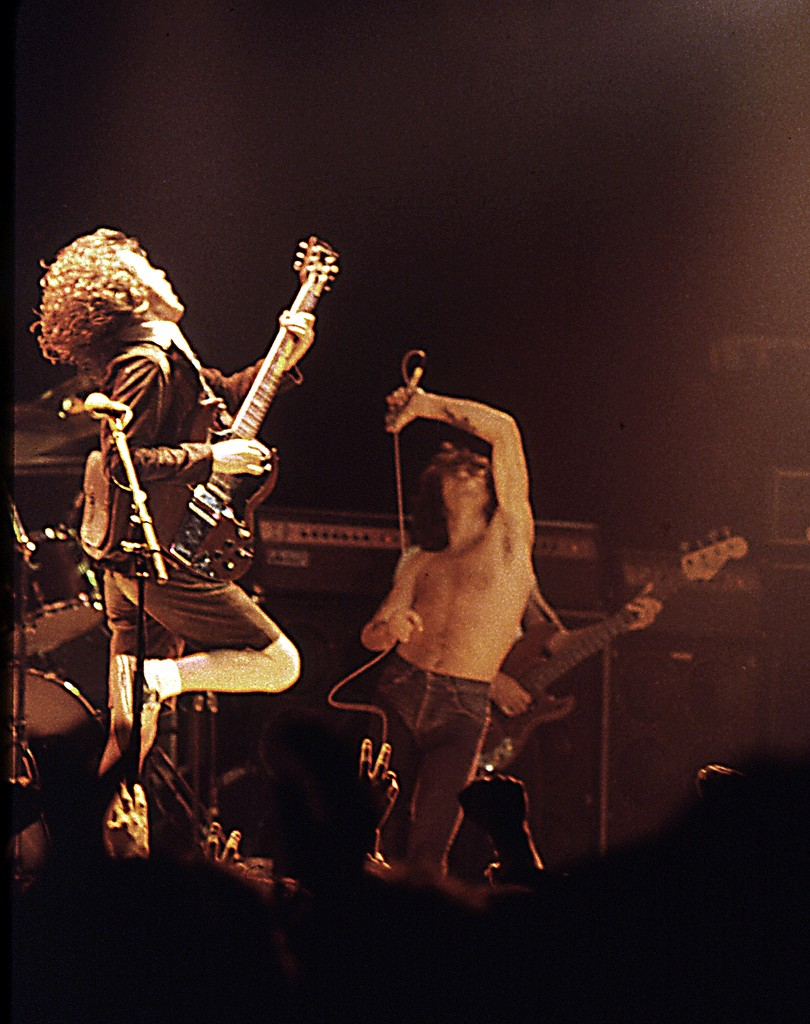
Основаны AC/DC

- Январь — Основана американская рок-группа Kiss
- Апрель — Алла Пугачёва покидает эстрадный джазовый оркестр под управлением Олега Лундстрема и во второй раз становится солисткой Московской областной филармонии при Росконцерте.
- 19—20 мая в Миассе Челябинской области прошёл Первый областной конкурс исполнителей туристской песни, ставший впоследствии Ильменским фестивалем.
- С мая по июль Led Zeppelin провели своё девятое североамериканское турне, которое качественно отличалось от предыдущей концертной деятельности в области рок-музыки. Было введено большое по тем временам количество светового и пиротехнического оборудования, в результате чего концерты превратились в сложное шоу. Это событие определило облик рок-концертов на следующие десятилетия.
- Осень — Алла Пугачёва становится солисткой Москонцерта.
- 29 сентября — Американская хард-рок группа «Grand Funk Railroad» в этом году из трио превратилась в квартет, избавилась от последнего слова в своём названии и впервые записала сингл, на котором вокалистом выступил барабанщик группы Дональд Брюер (Don Brewer). Это принесло успех: песня «We're an American Band[англ.]» на неделю заняла первое место в американском хит-параде. В мае следующего года их кавер-версия песни «The Locomotion» возглавляла топ уже восемь недель. Потом группа вернула себе прежнее название, но подобных успехов более не добивалась.
- Декабрь — Основана австралийская рок-группа AC/DC

## Выпущенные альбомы
См. также категорию музыкальных альбомов 1973 года.

### Январь
- Greetings from Asbury Park, N.J. (Брюс Спрингстин, 5 января) (дебютный альбом)

### Май
- Tubular Bells (Майк Олдфилд, 25 мая) (дебютный альбом)

### Июль
- Queen (Queen, 13 июля) (дебютный альбом)

### Неточная дата
- Goodbye Yellow Brick Road (Элтон Джон)
- A Passion Play (Jethro Tull)
- Aladdin Sane (Дэвид Боуи)
- Angel’s Egg (Radio Gnome Invisible Pt 2) (Gong)
- Body Talk (Джордж Бенсон)
- Brain Salad Surgery (Emerson, Lake & Palmer, LP, Manticore records, 19 ноября)
- Camel (Camel)
- Chicago VI (Chicago)
- Cyborg (Клаус Шульце)
- Dancing on a Cold Wind (Carmen)
- Mind Games (Джон Леннон)
- Faust IV (Faust)
- Flying Teapot (Radio Gnome Invisible Pt 1) (Gong)
- For Girls Who Grow Plump in the Night (Caravan)
- Future Days (Can)
- Heartbreaker (Free)
- Galactic Zoo Dosier (Артур Браун)
- Closing Time (Том Уэйтс)
- Grand Hotel (Procol Harum)
- Grinding Stone (Гэри Мур)
- Crossing (Oregon)
- Dream on Dreamer (Shocking Blue)
- Hat Trick (America)
- Head Hunters (Херби Хэнкок)
- Hymn of the Seventh Galaxy (Return to Forever)
- Houses of the Holy (Led Zeppelin, LP, Atlantic Records, 28 марта)
- In a Glass House (Gentle Giant)
- Innervisions (Стиви Уандер)
- It’s Only a Movie (Family)
- Larks' Tongues in Aspic (King Crimson)
- Leg End (Henry Cow)
- Life In a Tin Can (Bee Gees)
- Love, Devotion and Surrender (Джон Маклафлин и Карлос Сантана)
- Maltid (Samla Mammas Manna)
- Mekanik Destruktiw Kommandoh (Magma)
- Mekanik Kommandoh (Magma)
- Messin' (Manfred Mann’s Earth Band)
- Mr. Natural (Bee Gees)
- Nice'n'Greasy (Atomic Rooster)
- Nostalrock (Адриано Челентано)
- The Payback (Джеймс Браун)
- Pin Ups (Дэвид Боуи)
- Ralf und Florian (Kraftwerk)
- Ring! Ring! (ABBA, LP, Polar Music)
- Rock 'Til Ya Drop (Сьюзи Кватро)
- Selling England by the Pound (Genesis)
- Space Ritual (Hawkwind)
- Stone Gon' (Барри Уайт)
- Sabbath Bloody Sabbath (Black Sabbath)
- Squeeze (The Velvet Underground)
- Stan Getz & Bill Evans (Стэн Гетц и Билл Эванс)
- Sweet Freedom (Uriah Heep)
- Sweetnighter (Weather Report)
- Tales from Topographic Oceans (Yes)
- The Back Door Wolf (Howlin' Wolf)
- The Dark Side of the Moon (Pink Floyd)
- The Lost Trident Sessions (Mahavishnu Orchestra)
- The Six Wives of Henry VIII (Рик Уэйкман)
- Tyranny and Mutation (Blue Öyster Cult)
- Welcome (Карлос Сантана)
- Who Do We Think We Are! (Deep Purple)
- Red Rose Speedway (Пол Маккартни и Wings)
- Band on the Run (Пол Маккартни и Wings)
- Phoenix (Grand Funk Railroad)
- We're An American Band[англ.] (Grand Funk Railroad)
- Don,t Shoot me (Элтон Джон)
- Loud'n'Proud (Nazareth)
- Sweet Fanny Adams (Sweet)
- Slayed? (Slade)
- Raw Power (Iggy & The Stooges)

## Лучшие песни года
- «Living for the City» (Стиви Уандер)
- «Let’s Get It On» (Марвин Гей)
- «Dream On» (Aerosmith)
- «Knockin' on Heaven’s Door» (Боб Дилан)
- «Free Bird» (Lynyrd Skynyrd)
- «Higher Ground» (Стиви Уандер)
- «Personality Crisis» (New York Dolls)
- «Candle in the Wind» (Элтон Джон)
- «That Lady» (The Isley Brothers)
- «Killing Me Softly with His Song» (Роберта Флэк)
- «Goodbye Yellow Brick Road» (Элтон Джон)
- «Piano Man» (Билли Джоэл)
- «Prisencolinensinainciusol» Адриано Челентано
- «Midnight Train to Georgia» (Глэдис Найт)
- «I Shot the Sheriff» (Боб Марли)
- «Pressure Drop» (Toots and the Maytals)
- «Search and Destroy» (The Stooges)
- «Desperado» (The Eagles)

## Продажи
- Самый продаваемый альбом в Великобритании — «Don’t Shoot Me I’m Only The Piano Player» (Элтон Джон), второе место — «Aladdin Sane» (Дэвид Боуи), третье место — «Greatest Hits» (Simon & Garfunkel)
- Самый продаваемый альбом в США (Billboard Top 200) — «The World Is a Ghetto» (War)
- Самый продаваемый сингл в США (Billboard Hot 100) — «Tie A Yellow Ribbon 'Round The Ole Oak Tree» (Dawn featuring Tony Orlando)
- Самый продаваемый сингл в Великобритании — «Love You Love Me Love» (Гари Глиттер)

## Награды
- «Грэмми» за альбом года — Стиви Уандер за «Innervisions»
- «Грэмми» за запись года — Роберта Флэк за «Killing Me Softly with His Song»
- «Грэмми» за песню года — «Killing Me Softly with His Song»

### Зал славы кантри
- Чет Аткинс[1]
- Пэтси Клайн[2]

## Родились

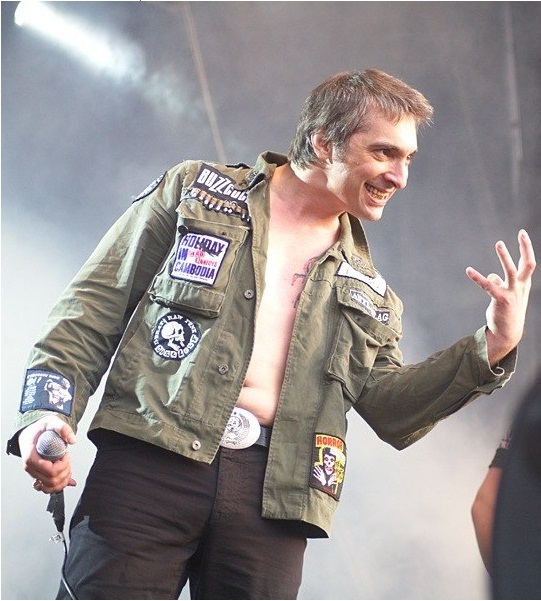
Михаил Горшенёв

- 9 января — Шон Пол — ямайский певец, музыкант и автор песен
- 16 января — Эрико Тамура — японская актриса и певица
- 23 января — Мария Кац — советская и российская певица и музыкальный педагог
- 6 февраля — Андрей Князев — российский певец, музыкант и автор песен, вокалист групп «Король и Шут» и «КняZz»
- 11 февраля — Варг Викернес — норвежский музыкант, создатель и единственный участник музыкального проекта Burzum
- 9 марта — Рона Хартнер (ум. 2023) — румынская актриса, певица и автор песен
- 19 марта — Александр Балунов — российский рок-музыкант, основатель и бас-гитарист группы «Король и Шут»
- 3 апреля — Hussein Fatal (ум. 2015) — американский рэпер, участник группы Outlawz
- 5 апреля — Фаррелл Уильямс — американский рэпер, певец, автор песен и продюсер, участник продюсерской команды The Neptunes
- 8 апреля — Александр Щиголев — российский музыкант, барабанщик групп «Король и Шут» и «Северный флот»
- 19 мая — Дина Пфаус-Шильффарт (ум. 2019) — немецкая актриса, певица и сценаристка
- 23 мая — Полин Чан (ум. 2002) — гонконгская актриса и певица
- 28 мая — Илья Калинников (ум. 2019) — советский и российский певец и музыкант, основатель и лидер группы «Високосный год»
- 31 мая — Наташа Королёва — советская и российская эстрадная певица
- 27 июля — Максим Головин (ум. 2020) — российский кинокомпозитор
- 30 июля — Варвара — российская певица
- 7 августа — Михаил Горшенёв (ум. 2013) — советский и российский музыкант, лидер рок-группы «Король и Шут»
- 9 августа — Александр Пономарёв — украинский певец и композитор
- 22 августа  — Хауи Дороу — американский певец, участник группы Backstreet Boys
- 25 августа — Айко (ум. 2021) — армянский певец и композитор
- 26 августа — Дина Угорская (ум. 2019) — советская и немецкая пианистка
- 1 сентября — Сергей Бобунец — советский и российский певец, рок-музыкант и продюсер, лидер группы «Смысловые галлюцинации»
- 6 сентября — Юрий Шатунов (ум. 2022) — советский и российский певец, солист группы «Ласковый май»
- 14 сентября — Нас — американский хип-хоп-исполнитель, музыкальный продюсер, актёр и предприниматель
- 22 сентября — Sir-J (ум. 2023) — российский рэп-исполнитель и битмейкер
- 2 октября — Андрей Данилко — украинский актёр, певец, композитор и юморист, создатель образа Верки Сердючки
- 11 октября — Олег Жуков (ум. 2002) — российский певец и рэпер, вокалист группы «Дискотека Авария»
- 20 ноября — Анжелика Бриджес — американская модель, актриса и певица
- 5 декабря — Даниэль Уинитс — бразильская актриса, танцовщица и певица
- 8 декабря — Кори Тейлор — американский певец и музыкант, вокалист групп Slipknot и Stone Sour

## Скончались

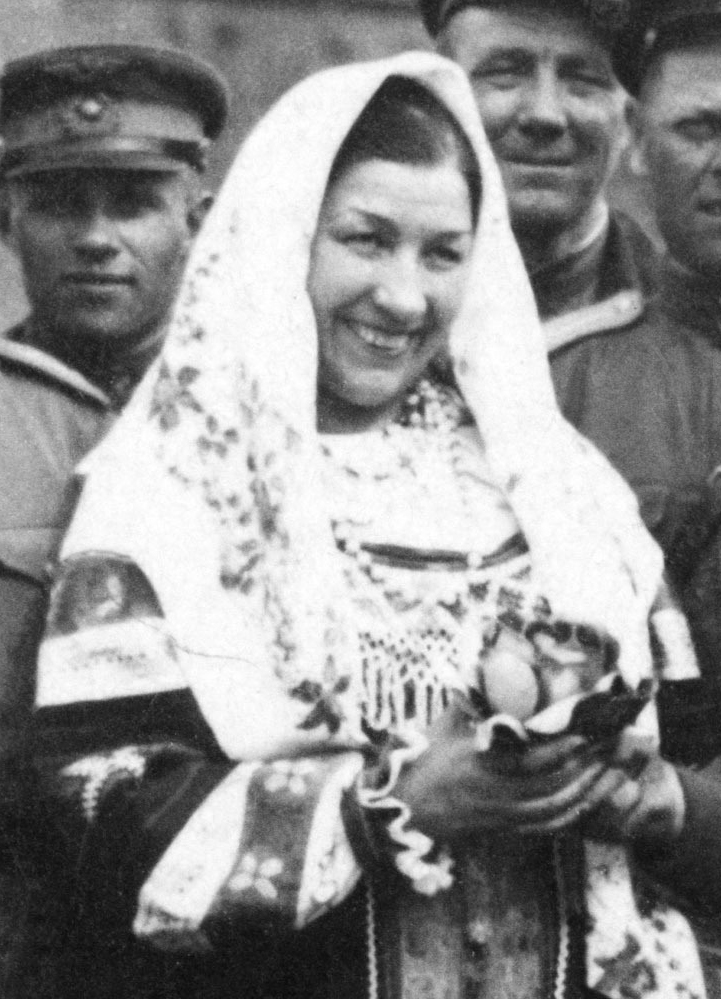
Лидия Русланова

- 17 января — Тед Колер (78) — американский поэт-песенник
- 21 января — Бенце Сабольчи (73) — венгерский музыковед, музыкальный критик и педагог
- 3 февраля — Энди Разаф (77) — американский композитор и поэт-песенник
- 8 марта — Рон «Пигпен» Маккернан[англ.] (27) — американский музыкант, клавишник и вокалист группы Grateful Dead
- 12 апреля — Артур Фрид (78) — американский поэт-песенник и продюсер
- 2 июня — Хидэмаро Коноэ (74) — японский дирижёр и композитор
- 3 июля — Карел Анчерл (65) — чешский и канадский дирижёр еврейского происхождения
- 17 августа 
  - Жан Барраке (45) — французский композитор, музыковед и писатель
  - Пол Уильямс[англ.] (34) — американский певец, вокалист группы The Temptations
- 15 сентября — Герберт Альберт (69) — немецкий дирижёр и пианист
- 21 сентября — Лидия Русланова (72) — советская певица
- 9 октября — Сестра Розетта Тарп (58) — американская певица, гитаристка и автор песен
- 29 ноября
  - Татул Алтунян (72) — советский армянский дирижёр, хормейстер, музыковед-фольклорист и музыкальный педагог
  - Давид Андгуладзе (78) — советский грузинский оперный певец (драматический тенор) и музыкальный педагог
- 13 декабря — Элли Рубель (68) — американский композитор и автор песен
- 20 декабря — Бобби Дарин (37) — американский певец, музыкант и автор песен
- без точной даты
  - Василий Авксентьев (87/88) — русский и советский балалаечник и музыкальный педагог
  - Элзира Амабиле (75/76) — бразильская пианистка и музыкальный педагог